# 施鳳来
施 鳳来（し ほうらい、1563年 - 1642年）は、明末の官員、劇作家。字は羽王。

## 生涯
浙江平湖の人。戲曲研究にも優れ、代表作は『曲海総目提要』などが挙げられる。
万暦35年（1607年）、科挙に榜眼として及第し、翰林院編修になった。後、少詹事、礼部侍郎にあたった。天啓年間に『明光宗実録』の首位編輯に任ぜられ、吏部尚書、首輔も務めた。
魏忠賢を支持したが、そのため崇禎元年（1628年）、魏忠賢に連座して免職され、帰郷した。崇禎15年（1642年）、郷里で逝去した。

## 参考資料
- 『崇禎長編』
- 『明史』列伝第一百四十一